# Stereodon subimponens
Stereodon subimponens là một loài Rêu trong họ Hypnaceae. Loài này được (Lesq.) Broth. miêu tả khoa học đầu tiên năm 1908.